# Ebbenhouten Schoen 2010
De verkiezing van de Ebbenhouten Schoen 2010 werd op 3 mei 2010 gehouden. Mbark Boussoufa won de Belgische voetbalprijs voor de derde keer en verbrak zo het record van Daniel Amokachi en Vincent Kompany.

## Winnaar

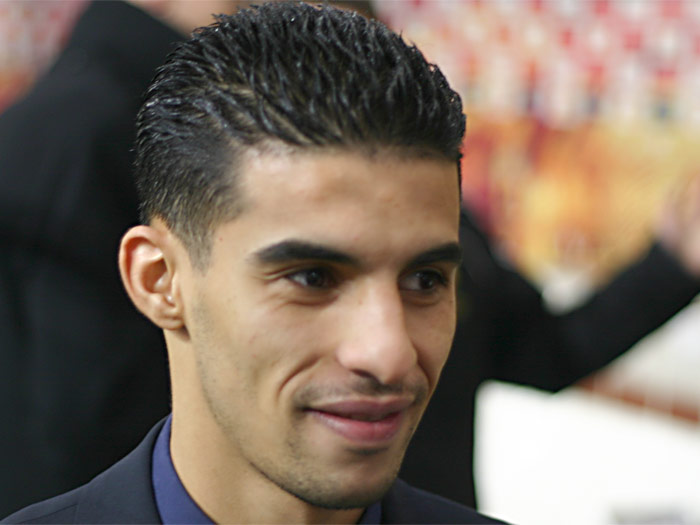
Mbark Boussoufa won in België de Gouden Schoen (2x), Jonge Profvoetballer van het Jaar (1x), Profvoetballer van het Jaar (3x) en de Ebbenhouten Schoen (3x).

RSC Anderlecht veroverde in 2010 zijn 30e landstitel. Mbark Boussoufa had er een sterk seizoen opzitten en was met zijn doelpunten en assists de bepalende factor geweest bij paars-wit. Dat werd vooral duidelijk in de wedstrijden waarin hij niet meespeelde. Zonder Boussoufa presteerde Anderlecht minder goed. De tweevoudige winnaar was dan ook een van de topfavorieten, hoewel op voorhand vooral zijn ploeggenoot, de 16-jarige seizoensrevelatie en topschutter Romelu Lukaku, naar voren werd geschoven. Uiteindelijk ging de Ebbenhouten Schoen naar Boussoufa, die zo voor de derde keer won en het record van Daniel Amokachi en Vincent Kompany verbeterde.

## Uitslag
| Nr.        | Land                                      | Naam             | Club(s)         |            |
| Finalisten | Finalisten                                | Finalisten       | Finalisten      | Finalisten |
| ---------- | ----------------------------------------- | ---------------- | --------------- | ---------- |
| 1.         | Vlag van Marokko · Vlag van Nederland     | Mbark Boussoufa  | RSC Anderlecht  |            |
| 2.         | Vlag van Congo-Kinshasa · Vlag van België | Romelu Lukaku    | RSC Anderlecht  |            |
| 3.         | Vlag van Kameroen                         | Dorge Kouemaha   | Club Brugge     |            |
| 4.         | Vlag van Senegal                          | Ibrahima Sidibe  | Sint-Truiden VV |            |
| 5.         | Vlag van Senegal                          | Cheikhou Kouyaté | RSC Anderlecht  |            |

1992 · 1993 · 1994 · 1995 · 1996 · 1997 · 1998 · 1999 · 2000 · 2001 · 2002 · 2003 · 2004 · 2005 · 2006 · 2007 · 2008 · 2009 · 2010 · 2011 · 2012 · 2013 · 2014 · 2015 · 2016 · 2017 · 2018 · 2019 · 2020 · 2021 · 2022 · 2023 · 2024